# شمشیر تیپو سلطان
شمشیر تیپو سلطان (به انگلیسی: The Sword of Tipu Sultan) یک مجموعه تلویزیونی درام تاریخی هندی است که بین سال‌های ۱۹۹۰ تا ۱۹۹۱ پخش می‌شد.
این فیلم روایتگر داستان زندگی تیپو سلطان و مبارزات و رشادت‌های اوست. همچنین این مجموعه در دهه ۱۳۷۰ از تلویزیون ایران پخش می‌شد

## بازیگران
- مایا آلاق در نقش مادربزرگ تیپو سلطان
- دیپیکا چیخالی در نقش مادر تیپو سلطان
- سنجای خان در نقش تیپو سلطان
- شهباز خان در نقش حیدر علی
- سید بهادر حسن خان بهادر در نقش مهاراجه میسور
- Ananth Narayan Mahadevan در نقش پاندیت پورناییا
- موکش ریشی
- Malvika Tiwari
- ساتین کاپو
- سودهیر پاندی
- Majeela Begum